# Almacave (Lamego)
Almacave – parafia (freguesia)  w gminie Lamego, w Portugalii. Według danych na rok 2011 parafię zamieszkiwało 8750 osób, a gęstość zaludnienia wyniosła 847 os./km².

## Klimat
Średnia temperatura wynosi 13 °C. Najcieplejszym miesiącem jest sierpień (22 °C), a najzimniejszym styczeń (5 °C). Średnia suma opadów wynosi 1284 milimetrów rocznie. Najbardziej wilgotnym miesiącem jest styczeń (181 milimetrów opadów), a najbardziej suchym jest sierpień (12 milimetrów opadów).